# Forsteropsalis tumida
Espèce
Synonymes
- Megalopsalis tumida Forster, 1944

Forsteropsalis tumida est une espèce d'opilions eupnois de la famille des Neopilionidae.

## Distribution
Cette espèce est endémique de Nouvelle-Zélande.

## Description
La carapace du mâle décrit par Taylor en 2011 mesure 3,8 mm de long sur 5,2 mm.

## Systématique et taxinomie
Cette espèce a été décrite sous le protonyme Megalopsalis tumida par en Forster, 1944. Elle est placée dans le genre Forsteropsalis par Taylor en 2011.

## Publication originale
- Forster, 1944 : « The genus Megalopsalis Roewer in New Zealand with keys to the New Zealand genera of Opiliones. » Records of the Dominion Museum, vol. 1, p. 183–192.